# Best (Paesi Bassi)
Best  è un comune olandese di 28 943 abitanti situato nella provincia del Brabante Settentrionale.

È situata a nord-ovest della città di Eindhoven ed è anche parte agglomerata di questa città, il villaggio è stato parte di una città di quartiere, chiamata Oirschot ma è anche situata nella strada statale da Amsterdam a Maastricht.

Ogni volta che le truppe militari dovevano stazionare a Best venivano spostate e collocate a 10 km vicino a Oirschot, gli scavi archeologici intorno al villaggio suggeriscono che esisteva un insediamento nella zona che risale all'epoca romana, il primo testo scritto su Best risale al 1421.
Tuttavia il villaggio esisteva fino al XIX secolo, ci sono stati tre piccoli villaggi: Naastenbest a ovest, Wilhelminadorp nel sud e Verrenbest Oranjestraat dove è attualmente ubicato, sono cresciuti insieme e poi uniti per formare il villaggio attuale.

## Eventi
- Lake Dance - 25 giugno 2011
- Extrema Outdoor - 16 luglio 2011
- Sneakerz Festival - 18 settembre 2010

## Centri Popolari
- Aarle
- Oud-Best Oud-Best
- Speelheide Speelheide
- De Vleut De Vleut
- Batadorp Batadorp
- Heivelden Heivelden
- Heuveleind Heuveleind
- Kantonnier Kantonnier
- Salderes Salderes
- Koekoeksbos Koekoeksbos